# Le Dernier Jour d'un condamné
Le Dernier Jour d'un condamné (De laatste dag van een veroordeelde) (1829) is een roman van Victor Hugo, Frans schrijver, dichter, essayist en staatsman. Hij was een van de belangrijkste romantische schrijvers van de negentiende eeuw. Het boek Le Dernier Jour d'un condamné schreef hij vroeg in zijn carrière, het was zijn derde roman. Hij schreef het in twintig dagen, en kort na elkaar volgden drie verschillende oplagen. In het boek pleit hij voor afschaffing van de doodstraf.

## Samenvatting
Een man wordt door de rechter ter dood veroordeeld. Zijn naam en misdaad komt de lezer niet te weten. Opgesloten in de gevangenis Bicêtre besluit hij in een dagboek bij te gaan houden hoe de laatste zes weken van zijn leven verlopen. Het is zijn fictieve dagboek dat de lezer onder ogen krijgt. Het vormt een getuigenis van het leven in de gevangenis en de vergaande psychologische effecten van een terdoodveroordeling. De hoofdpersoon wordt verscheurd door pijnlijke gevoelens en gedachten. Hij blijft hopen op gratie, maar deze krijgt hij niet. Na een transport naar Parijs, naar 'La Conciergerie' wordt hij overgebracht naar 'L'Hôtel de Ville'. Hier krijgt hij de kleren voor zijn terechtstelling en wordt hij richting 'Place de Grève' gebracht. Hier zal het vonnis tot de doodstraf worden voltrokken met behulp van de guillotine. Het boek eindigt met de regel 'Quatre heures' (Vier uur). Dit is het moment van de terechtstelling, hier houdt het leven van de veroordeelde en daarmee zijn dagboek op.

## Thematiek
Met het boek probeert Victor Hugo met een literair middel een politiek doel te bereiken: de afschaffing van de doodstraf. In de tijd dat hij het boek schreef, werd deze straf nog als heel normaal beschouwd, hoewel de discussie over de aanvaardbaarheid ervan op gang kwam. De schrijver probeert via het verhaal van één veroordeelde (naamloos, misdaad onbekend; een inwisselbaar iemand dus) de lezer ervan te overtuigen dat de doodstraf afgeschaft moet worden. Dat wat de veroordeelde moet doormaken, is sociaal, moreel, filosofisch en religieus niet aanvaardbaar volgens Hugo. Dit probeert hij mede te doen door een argumentatief voorwoord, maar vooral door de gedachten en gevoelens van de veroordeelde te beschrijven.
Verder vormt de tekst een interessante beschrijving van het gevangenisleven in die tijd. De gevangenisgebouwen en hun 'bewoners' worden beschreven. Zo is er een indrukwekkende scène met gevangenen die onder dwang en onder zware omstandigheden geboeid een lange tocht moeten maken.
De meeste personages hebben geen naam en worden niet benoemd. Wie ze zijn moet de lezer opmaken uit de context: hun woorden, kleding en uiterlijk. Alleen het dochtertje van de veroordeelde heeft een naam: Marie. Zij is onschuldig, maar wordt als het ware ook gestraft, omdat ze alleen achterblijft.
Verder hebben het weer en de tijd een belangrijke functie binnen het verhaal. De weerstoestanden komen vaak overeen met de geestestoestand van de hoofdpersoon. Bovendien benadrukt slecht weer nog eens zijn misère. De tijd is belangrijk in die zin, dat deze voor de veroordeelde, na zijn veroordeling, crucialer dan ooit is geworden. Hij heeft dan nog zes weken te leven, zijn moment van sterven staat vast en komt steeds dichterbij. Regelmatig valt het slaan van een klok te horen, om de veroordeelde nog eens aan zijn aanstaande dood te herinneren.
De noodzaak tot afschaffing van de doodstraf is ook het onderwerp van Hugo's roman Claude Gueux.

## Kritiek
In 1829 schreef criticus Jules Janin een parodie op Le Dernier Jour d'un condamné. Janins L'Âne mort ou la Femme guillotinée kende succes bij het publiek.